# Bereznyky (obwód żytomierski)
Bereznyky (ukr. Березники) – wieś na Ukrainie, w obwodzie żytomierskim, w rejonie zwiahelskim, w hromadzie Emilczyn. W 2001 liczyła 522 mieszkańców, spośród których 520 wskazało jako ojczysty język ukraiński, a 2 rosyjski.